# Zonosaurus tsingy
Zonosaurus tsingy es una especie de lagarto del género Zonosaurus, familia Gerrhosauridae. Fue descrita científicamente por Raselimanana, Raxworthy & Nussbaum en 2000.
Habita en Madagascar.